# Aepeomys lugens
Aepeomys lugens е вид бозайник от семейство Хомякови (Cricetidae).

## Разпространение
Видът е разпространен във Венецуела.